# Сванидзе, Николай Самсонович
Николай Самсо́нович Свани́дзе (20 марта 1895, Самурзакан, Сухумский округ, Кутаисская губерния, Российская империя — 20 июля 1937, СССР) — советский государственный и партийный деятель.

## Биография
Родился в 1895 году в с. Самурзакан Сухумского округа. Вступил в партию в 1917 году. Активный участник революционного движения. После революции занимал должность председателя Самурзаканского военно-революционного комитета (Сухумский округ).
С 1921 по 1922 год — ответственный секретарь Организационного бюро РКП(б) в Абхазии. С 1922 по 1924 — ответственный секретарь Аджарского областного комитета КП(б) Грузии. С 1924 по 1925 год — ответственный секретарь Тифлисского городского комитета КП(б) Грузии.
После этого последовательно занимал должность народного комиссара снабжения ЗСФСР; заместитель председателя СНК ЗСФСР; начальник Статистического управления при СНК Украинской ССР. По утверждению внука Николая Карловича Сванидзе: «У деда не сложились отношения с Берией. Когда Берия стал большим начальником в Закавказье, деда перевели на Украину, министром. Его прикрывал Орджоникидзе».
Перед арестом работал экономистом в Центральном статистическом управлении Украинской ССР в Киеве. Арестован 7 июля 1937 года по запросу МГБ Грузинской ССР. Умер 20 июля 1937 года до суда. По утверждению его внука, Николая Сванидзе, был забит на допросе.

## Семья
- Жена — Циля Исааковна Лускина, родом из Борисова, работала в женотделе[5]; её племянник — экономист А. И. Анчишкин, племянница — доктор биологических наук, профессор Г. А. Романова (род. 1933), главный научный сотрудник НИИ общей патологии и патофизиологии[6].
  - Сын — Карл Николаевич Сванидзе (1921—2011), из-за обвинения отца жил с клеймом «сын врага народа», герой-фронтовик, окончил МГУ, экскурсовод московского Политехнического музея, один из руководителей Политиздата при ЦК КПСС.
    - Внук — Николай Карлович Сванидзе, журналист.